# Merton (Oxfordshire)
Merton is een civil parish in het bestuurlijke gebied Cherwell, in het Engelse graafschap Oxfordshire met 424 inwoners.